# Gouania zebrifolia
Gouania zebrifolia är en brakvedsväxtart som beskrevs av Buerki, Phillipson och Callm.. Gouania zebrifolia ingår i släktet Gouania och familjen brakvedsväxter. Inga underarter finns listade i Catalogue of Life.